# Okryu-gwan

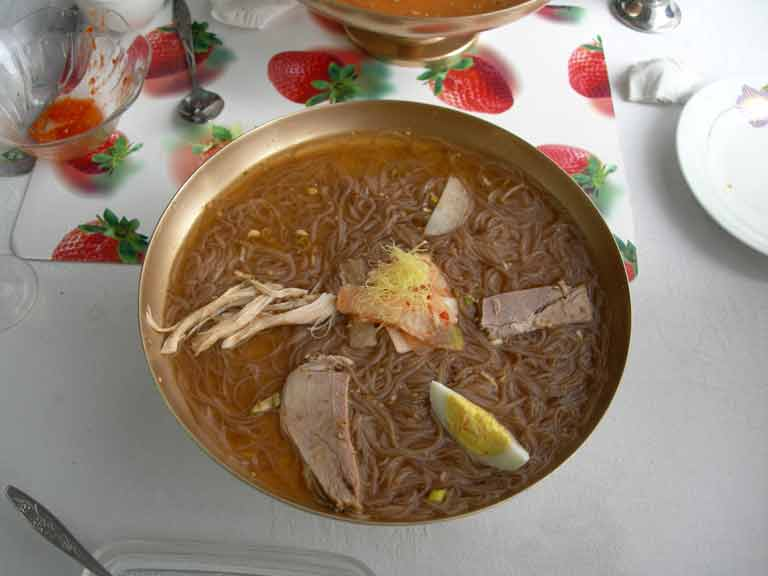
Raengmyŏn (mì lạnh theo phong cách Bình Nhưỡng) được phục vụ tại Okryugwan

Okryugwan hay nhà hàng Okryu nằm tại thủ đô Bình Nhưỡng của Cộng hòa Dân chủ Nhân dân Triều Tiên, được hình thành vào năm 1960. Nhà phân tích Andrei Lankov mô tả đây là một trong hai nhà hàng (cùng với Chongryugwan) đã "định nghĩa đời sống ẩm thực của Bình Nhưỡng" từ thập niên 1980, và là một "bảo tàng sống của nghệ thuật ẩm thực". Đầu bếp chính của nhà hàng là Ra Suk-gyong.

## Xây dựng và vị trí
Okryugwan nằm bên bờ sông Đại Đồng, giữa đồi Moran và cầu Okryu. Đây là một công trình lớn, có thể xếp chỗ ngồi cho 2.000 thực khách, trong đó Lankov mô tả "một thiên hướng cho các nhà ăn quy mô lớn... phổ biến đối với tất cả các chế độ cộng sản". Tòa nhà được xây dựng với lối kiến trúc truyền thống với các mái cong màu xanh lá cây. Tòa nhà được chia thành một khu chính và hai khu cánh, với tổng diện tích các căn phòng lên tới 12.000 mét vuông (130.000 foot vuông). Các bậc thang được làm từ đá hoa cương lấy từ các tỉnh Ryonggang và Pyongan Nam. Theo Hãng thông tấn Trung ương Triều Tiên, tòa nhà đã được nâng cấp vào năm 2008.
Ahn Young-gi (안영기), người giám sát thiết kế và xây dựng ban đầu của nhà hàng, đã được cử sang Hàn Quốc để hoạt động gián điệp và đã phải chịu mức án 38 năm tù. Ông được trả tự do và hồi hương năm 2000 cùng với 62 tù nhân án dài hạn không thay đổi khác. Ông trở về và được chào đón như một anh hùng, thậm chí nhận được lời chúc mừng mang tính cá nhân từ lãnh tụ Kim Chính Nhật nhân dịp kỉ niệm sinh nhật thứ 80 của mình vào năm 2009.

## Ẩm thực
Okryugwan nổi tiếng với món raengmyŏn (lãnh miến), mì lạnh theo phong cách Bình Nhưỡng. Nhà hàng gửi các đội nghiên cứu xuống các vùng thôn quê Bắc Triều Tiên để thu thập dữ liệu về ẩm thực Triều Tiên và giới thiệu các công thức nấu ăn mới. Các món ăn được phục vụ khác theo như tường trình của KCNA là súp cá đối với cơm, súp sườn bò, bánh đậu xanh, sinsollo (một món súp làm từ các thành phần khác nhau như thịt, cá, rau xanh, hạt thông, bạch quả, và nấm) và trong năm 2010, có một món ăn mới được làm từ rùa vân kim cương.

## Các chi nhánh bên ngoài Triều Tiên
Tổ chức người Triều Tiên tại Nhật Bản Chongryon được cho phép mở một chi nhánh Okryugwan tại hải ngoại. Okryugwan có các chi nhánh khác nhau trên khắp Trung Quốc, giúp chính phủ Bắc Triều Tiên kiếm được ngoại hối. Okryugwan thậm chí cũng được biết đến tại Hàn Quốc. Mỗi chi nhánh được ghi nhận là cần phải nộp 100.000 đến 300.000 về Bình Nhưỡng mỗi năm, tùy thuộc vào điều kiện địa phương. Kết quả là, họ rất xông xáo, thậm chí từng đăng quảng cáo trên báo của người Hàn Quốc ở hải ngoại. Tuy nhiên, chính phủ Hàn Quốc có cách nhìn không rõ ràng về việc công dân của họ tới nhà hàng, và cảnh báo họ rằng họ có thể bị buộc tội vi phạm Luật an ninh quốc gia.
Chi nhánh Okryugwan đầu tiên tại Trung Quốc được mở tại nhai đạo Vọng Kinh của Bắc Kinh năm 2003; đến năm 2010, doanh thu nhà hàng ước tính đạt 6.000 Đô la Mỹ mỗi ngày. Các tiếp viên là những người đã tốt nghiệp Đại học Thương mại Jang Chol Gu hay trường ẩm thực tại Bình Nhưỡng. Nhà hàng chi nhánh tại Thượng Hải đã phải đóng cửa và chuyển lại cho những người Triều Tiên có quốc tịch Trung Quốc. Chi nhánh Okryugwan tại Dubai nằm ở khu vực Deira, gần tháp đồng hồ Deira. Đây là một nhà hàng liên doanh, bao gồm một người sở hữu chính tại địa phương không được tiết lộ, cùng với doanh nhân người Hoa Gavin Tang. Nhà hàng cũng là một địa điểm phổ biến với những người Nhật Bản ở Các Tiểu vương quốc Ả Rập Thống nhất. Một chi nhánh tại Kathmandu được thông tin là vẫn tiếp tục hoạt động cho đến đầu năm 2011, mặc dù nhà hàng Bắc Triều Tiên Kumgangsan gần đó đã bị đóng cửa sau khi người quản lý đào tẩu sang Ấn Độ cùng với ngân quỹ nhà hàng và sau đó được ghi nhận là đã tái định cư tại Hàn Quốc. Các chi nhánh khác của nhà hàng Okryugwan cũng được mở tại Thái Lan, Campuchia, Lào, Mông Cổ và Nga.
Năm 1999,một nhà hàng với tên gọi tương tự đã được Kim Young-baek mở tại Hàn Quốc và đã thu hút sự chú ý của báo chí sở tại với tuyên bố rằng nó là một nhà hàng chi nhánh có hợp đồng chính thức của miền Bắc. Một phát ngôn viên của Okryugwan Bình Nhưỡng phủ nhận việc tồn tại bất cứ hợp đồng nào, trong khi Kim Young-baek làm rõ rằng ông không ký hợp đồng trực tiếp với Okryugwan Bình Nhưỡng mà là với Chongryon. Tuy nhiên, Okryugwan Miền Nam, một nhà hàng với 360 chỗ ngồi tại Seoul, duy trì một số mối quan hệ với miền Bắc; họ thuê một người Triều Tiên có hộ chiếu Nhật Bản từng được huấn luyện để trở thành bếp trưởng tại Okryugwan Bình Nhưỡng, treo một bức tranh Okryugwan Bình Nhưỡng do các họa sĩ Bắc Triều Tiên vẽ trên bức tường ngoài của quán, nhập khẩu kiều mạch và đậu xanh từ miền Bắc, và thậm chí mua đồ dùng và bộ đồ ăn từ Okryugwan Bình Nhưỡng. Một thời gian ngắn sau khi mở cửa, nó đã phái chuyển chỗ để đáp ứng chỗ ngồi cho 3.000 thực khách mỗi ngày.

## Khác
Okryugwan được mở cửa cho công chúng tại Bắc Triều Tiên, nhưng để được ăn ở đây, họ phải có vé của đơn vị công tác và có thể phải chờ đợi trong một khoảng thời gian dài cũng như một khoản phí ngoài số tiền trả cho các món ăn. Người nước ngoài đến ăn tại đây sẽ không phải ngồi trong những khu riêng biệt, nhưng có thể được sắp xếp vào những phòng nhỏ hơn. Các cựu chiến binh chiến tranh Triều Tiên sống tại Bình Nhưỡng cũng nhận đợc mì miễn phí vào ngày kỉ niệm Hiệp định đình chiến Triều Tiên, được tổ chức như là một ngày nghỉ lễ tại miền Bắc.